# Giovanni II di Empúries
Giovanni II di Empúries (1375 – 1401) fu un principe aragonese, conte di Empúries, dal 1398 alla sua morte.

## Origine
Giovanni, come conferma il testamento della madre (non consultato) era il figlio primogenito del conte di Empúries, Giovanni I e della sua seconda moglie (come confermato dagli Anales de la Corona de Aragon (Zaragoza), Tome II), Giovanna di Aragona (1344-1385), figlia secondogenita del re di Aragona,  di Valencia,  di Maiorca, di Sardegna e di Corsica e Conte di Barcellona e delle altre contee catalane Pietro IV il Cerimonioso, e della prima moglie, Maria di Navarra. 

Giovanni I di Empúries, secondo gli Anales de la Corona de Aragon (Zaragoza), Tome II, era l'unico figlio maschio del primo Conte di Prades e poi conte di Empúries, Raimondo Berengario d'Aragona e della sua seconda moglie, Maria Alvarez di Ejerica (1310-prima del 1364), figlia di Giacomo di Aragona, barone di Jérica e di Beatrice di Lauria Signora di Cocentaina, vedova di Guglielmo d'Aragona.

## Biografia
Suo padre, Giovanni I fu tra coloro che, come l'erede al trono di Aragona, Giovanni il Cacciatore, erano contrari al quarto matrimonio del re d'Aragona, Pietro IV, con Sibilla di Fortià, che portò a corte molti suoi familiari; Giovanni si ribellò al re Pietro IV, che lo sconfisse, e, nel 1386, gli confiscò la contea, annettendola ai possedimenti reali.
Dopo la morte di Pietro IV, nel 1387, il nuove re, Giovanni Il Cacciatore, riconsegnò la Contea di Empúries a suo padre, Giovanni I.
Dopo la morte di Giovanni Il Cacciatore, il 19 maggio 1396, gli succedette il suo fratello minore don Martin, salito al trono come Martino I l'Umanista, che dovette combattere contro Matteo di Foix-Béarn, conte di Foix e visconte di Béarn e di Castelbon, che si era proposto come pretendente in quanto marito di Giovanna d'Aragona, la figlia maggiore di Giovanni Il Cacciatore.

Durante questo conflitto, siccome suo padre, Giovanni I continuava ad avere rapporti con i pretendenti al trono, Giovanna e Matteo, fu imprigionato a Castellví de Rosanes, dove, nel 1398, morì.

Giovanni, che già era reggente della contea, succedette al padre, come Giovanni II Conte di Empúries.
Nella conduzione della contea, Giovanni II non lasciò traccia in quanto morì poco dopo, ed essendo senza discendenza, gli succedette il fratello minore, Pietro, come Pietro III Conte di Empúries.

## Matrimonio e discendenza
Giovanni aveva sposato Elsa di Cardona, figlia del primo duca di Cardona, Ugo Folco e della sua seconda moglie, Beatrice di Luna e di Xèrica, dalla quale non
ebbe figli:

## Ascendenza
|                                         |                             |                                  | Genitori                            |  |  | Nonni |  |  | Bisnonni                  |  |  | Trisnonni                  |  |
|                                         |                             |                                  |                                     |  |  |       |  |  | 8. Jaume II, re d'Aragona |  |  | 16. Pere III, re d'Aragona |  |
|                                         |                             |                                  |                                     |  |  |       |  |  | 8. Jaume II, re d'Aragona |  |  | 16. Pere III, re d'Aragona |  |
|                                         |                             | 17. Costanza II di Sicilia       |                                     |  |  |       |  |  | 8. Jaume II, re d'Aragona |  |  |                            |  |
| 4. Ramon Berenguer I, conte di Empúries |                             |                                  |                                     |  |  |       |  |  | 8. Jaume II, re d'Aragona |  |  |                            |  |
|                                         |                             | 9. Bianca di Napoli              | 18. Carlo II, re di Napoli          |  |  |       |  |  |                           |  |  |                            |  |
|                                         |                             | 9. Bianca di Napoli              | 18. Carlo II, re di Napoli          |  |  |       |  |  |                           |  |  |                            |  |
|                                         |                             | 9. Bianca di Napoli              | 19. Mária Magyarországi             |  |  |       |  |  |                           |  |  |                            |  |
| 2. Joan I, conte di Empúries            |                             | 9. Bianca di Napoli              |                                     |  |  |       |  |  |                           |  |  |                            |  |
|                                         |                             | 10. Jaume II, barone di Xèrica   | 20. Jaume I, barone di Xèrica       |  |  |       |  |  |                           |  |  |                            |  |
|                                         |                             | 10. Jaume II, barone di Xèrica   | 20. Jaume I, barone di Xèrica       |  |  |       |  |  |                           |  |  |                            |  |
|                                         |                             | 10. Jaume II, barone di Xèrica   | 21. Elfa Álvarez de Azagra          |  |  |       |  |  |                           |  |  |                            |  |
| 5. Maria de Xèrica                      |                             | 10. Jaume II, barone di Xèrica   |                                     |  |  |       |  |  |                           |  |  |                            |  |
|                                         |                             | 11. Beatrice di Lauria           | 22. Ruggiero, signore di Lauria     |  |  |       |  |  |                           |  |  |                            |  |
|                                         |                             | 11. Beatrice di Lauria           | 22. Ruggiero, signore di Lauria     |  |  |       |  |  |                           |  |  |                            |  |
|                                         |                             | 11. Beatrice di Lauria           | 23. Margherita Lancia               |  |  |       |  |  |                           |  |  |                            |  |
| 1. Joan II, conte di Empúries           |                             | 11. Beatrice di Lauria           |                                     |  |  |       |  |  |                           |  |  |                            |  |
|                                         | 12. Alfons IV, re d'Aragona | 24. Jaume II, re d'Aragona (= 8) |                                     |  |  |       |  |  |                           |  |  |                            |  |
|                                         | 12. Alfons IV, re d'Aragona | 24. Jaume II, re d'Aragona (= 8) |                                     |  |  |       |  |  |                           |  |  |                            |  |
|                                         | 12. Alfons IV, re d'Aragona | 25. Bianca di Napoli (= 9)       |                                     |  |  |       |  |  |                           |  |  |                            |  |
| 6. Pere IV, re d'Aragona                | 12. Alfons IV, re d'Aragona |                                  |                                     |  |  |       |  |  |                           |  |  |                            |  |
|                                         |                             | 13. Teresa, baronessa d'Entença  | 26. Gombau, barone d'Entença        |  |  |       |  |  |                           |  |  |                            |  |
|                                         |                             | 13. Teresa, baronessa d'Entença  | 26. Gombau, barone d'Entença        |  |  |       |  |  |                           |  |  |                            |  |
|                                         |                             | 13. Teresa, baronessa d'Entença  | 27. Constanza de Antillón y Cabrera |  |  |       |  |  |                           |  |  |                            |  |
| 3. Joana d'Aragó i de Navarra           |                             | 13. Teresa, baronessa d'Entença  |                                     |  |  |       |  |  |                           |  |  |                            |  |
|                                         |                             | 14. Philippe III, conte d'Évreux | 28. Louis, conte d'Évreux           |  |  |       |  |  |                           |  |  |                            |  |
|                                         |                             | 14. Philippe III, conte d'Évreux | 28. Louis, conte d'Évreux           |  |  |       |  |  |                           |  |  |                            |  |
|                                         |                             | 14. Philippe III, conte d'Évreux | 29. Marguerite d'Artois             |  |  |       |  |  |                           |  |  |                            |  |
| 7. Marie de Navarre                     |                             | 14. Philippe III, conte d'Évreux |                                     |  |  |       |  |  |                           |  |  |                            |  |
|                                         |                             | 15. Jeanne II de Navarre         | 30. Louis X, re di Francia          |  |  |       |  |  |                           |  |  |                            |  |
|                                         |                             | 15. Jeanne II de Navarre         | 30. Louis X, re di Francia          |  |  |       |  |  |                           |  |  |                            |  |
|                                         |                             | 15. Jeanne II de Navarre         | 31. Marguerite de Bourgogne         |  |  |       |  |  |                           |  |  |                            |  |
|                                         |                             | 15. Jeanne II de Navarre         |                                     |  |  |       |  |  |                           |  |  |                            |  |

### Fonti primarie
- (ES)  #ES Anales de la Corona de Aragon (Zaragoza), Tome II.

### Letteratura storiografica
- (ES)  Real Academia de la Historia, Pedro de Aragón.